# Lamoha superciliosa
Lamoha superciliosa is een krabbensoort uit de familie van de Homolidae. De wetenschappelijke naam van de soort is voor het eerst geldig gepubliceerd in 1891 door Wood-Mason & Alcock.